# Julie Quottrup Silbermann
Julie Quottrup Silbermann er direktør for kunstmessen og kulturbegivenheden CHART, som finder sted på Charlottenborg i København hvert år i august. Hun blev udpeget som CHART's direktør 1. oktober 2022.

Julie Quottrup Silbermann har i mange år været en del af den danske kunstbranche. Hun har en baggrund som galleridirektør, kunstkonsulent, kunstformidler og kurator. Hun er uddannet Cand.mag. i Moderne kultur og kulturformidling fra Københavns Universitet og har blandt andet arbejdet som Senior Director i galleri Nils Stærk, Director i David Risley Gallery og Director i Martin Asbæk Gallery. Frem til oktober 2022 var hun kunstkonsulent og rådgiver hos Collaborations, hvor hun især har samarbejdet med private aktører og institutioner.

CHART er en kunstmesse for nordiske gallerier på Charlottenborg i København. Udover selve messen organiserer CHART en arkitekturkonkurrence for unge talenter og et offentligt program med talks, performances, film og musik. I 2023 blev samarbejdet med Tivoli forlænget med 3 år, og i 2023 vil der være 16 kunstværker udstillet i forlystetsparken i forbindelse med CHART.
CHART blev grundlagt i 2013 af fem danske gallerier.

## References
1. ↑  Julie Quottrup Silbermann bliver ny direktør for kunstmessen Chart - kunsten.nu - Online magasin og kalender for billedkunst
2. ↑  https://www.linkedin.com/in/julie-quottrup-silbermann-23aab892/?originalSubdomain=dk
3. ↑  Chart præsenterer ny direktør - kulturmonitor.dk
4. ↑  Kunst i alle kroge
5. ↑  "Arkiveret kopi". Arkiveret fra originalen 2. august 2023. Hentet 2. august 2023.
6. ↑  #15 Julie Quottrup Silbermann — The Art Bystander